# Televisão na França
A televisão na França foi introduzida em 1931, quando começaram as primeiras transmissões experimentais. A transmissão em cores ocorreu em outubro de 1967, pelo canal France 2.

## Transmissão em alta definição
A Télévision Numérique Terrestre é um serviço nacional de televisão digital terrestre na França. O serviço foi fundado em 31 de março de 2005, após um curto período de testes. Como grande parte da Europa, a França usava a tecnologia de transmissão DVB-T. Até 2012, os serviços de televisão digital terrestre deveriam cobrir pelo menos 95% da população metropolitana francesa. Cinco canais de alta definição (quatros de sinal abertos e um fechado) foram lançados em outubro de 2008 usando também o formato "H.264". Em setembro de 2005, alguns canais de televisão por assinatura eram lançados usando o formato MPEG-4, ao contrário da maioria da Europa, que usa o MPEG-2.
Os canais terrestres pay-per-view usam o H.264. O TNT é o primeiro serviço a implementar o Dolby Digital Plus como um codec de áudio em seus canais de alta definição. Os espectadores devem comprar um aparelho de TV (ou set-top box) que suporte tanto o MPEG-4 H.264 quanto o DD + para desfrutar de canais HD.
Transmissões analógicas foram desligadas em 30 de novembro de 2011 em todas as plataformas, seja terrestre, via satélite ou a cabo. Os departamentos e territórios ultramarinos (como a Guiana Francesa e a Martinica) também encerraram todas as transmissões analógicas no mesmo dia.

### Transição de TDT
Em 2008, 34% da população francesa estava usando a TV analógica como um único modo de recepção. No ano seguinte, a cidade de Coulommiers mudou para a TV digital, servindo como uma cidade de teste para a TDF. No final de 2009, a TV analógica foi desligada no Nord Cotentin, e a TDF não relatou grandes problemas de recepção. Cidadãos em zonas de teste da TNT foram informados de que a TV analógica seria desativada no início de 2009 e, consequentemente, adaptaram sua instalação.
Para o resto do país, o desligamento progrediu por regiões, mais precisamente pelas regiões da França 3. Isso significa que todos os transmissores que transmitem a França 3 Méditerranée Provence-Alpes foram digitais na mesma data, outra data para aqueles que transmitem a France 3 Bourgogne Franche-Comté. O desligamento analógico ocorreu em 2010 no norte; o sul foi o último a eliminar as transmissões de televisão analógica.
Durante três meses antes de desligar um transmissor analógico, ele transmitia os multiplexos TNT para que os espectadores pudessem adaptar sua instalação a tempo. Além disso, uma mensagem era exibida como letreiro digital em canais analógicos, alertando o espectador de que ele não receberia mais a TV se não mudasse para digital. Para ajudar as pessoas a instalar seus equipamentos de recepção TNT, o governo francês criou a "France Télé Numérique". Fez vídeos didáticos, anúncios de televisão e percorreu os mercados locais, para conhecer pessoas e resolver os seus problemas relacionados com a receção de TDT.
Idosos e pessoas com condições financeiras restritas receberam ajuda do governo francês; para poderem mudar facilmente para a TDT.
Os adaptadores mais comuns vendidos no mercado apenas decodificam o MPEG-2 e possuem apenas um soquete de saída SCART. Aparelhos de TV antigos (antes de 1980) precisam de um modulador UHF entre a TV e o decodificador, pois não possuem soquete SCART. Ao contrário dos videocassetes, os decodificadores DVB-T raramente incluem esse modulador, e um adaptador SCART para RCA é frequentemente necessário para alimentar o modulador com o sinal. A solução recomendada pela France Télé Numérique é apenas comprar um novo aparelho de TV em vez de usar um modulador.

### TNT por satélite
Os canais TNT também estão disponíveis para recepção por satélite, transmitidos a partir dos satélites Astra a 19,2 ° leste como TNT SAT e da Atlantic Bird 3 como FRANSAT. Alguns dos canais são criptografados, mas não há taxa de assinatura, e tanto o conversor quanto o cartão de visualização (válido por quatro anos) que são necessários estão disponíveis nos hipermercados. Os canais públicos France 2, France 3, France 5, France Ô, LCP e canal franco-alemão são free-to-air na Atlantic Bird 3.
Durante os jogos da Copa do Mundo da FIFA de 2010, os canais France 2 e France 3 foram criptografados para evitar assistir aos jogos em outros lugares do que na França.

## Outras tecnologias
A maioria dos provedores de serviços de internet na França oferece agora pacotes de televisão digital (IPTV) por meio do set-top box triple-play. No entanto, alguns assinantes têm muita distorção de atenuação em suas linhas para se beneficiar do serviço, e a França ainda não tem 100% de cobertura DSL.
Os fornecedores de cabo franceses Noos SA e UPC France SA e Numericable se fundiram para se tornar a maior operadora de cabo na França. Eles fornecem TV a cabo (usando várias marcas) através de seus set top boxes.
A televisão digital via satélite existe na França desde 1997. As transmissões de HDTV começaram em abril de 2006, quando a CanalSat lançou seu primeiro canal HD (Canal + HD). A Télévision Par Satellite e a CanalSat se fundiram em 2007, deixando a Nouveau Canalsat e a Bis Télévisions como os dois principais concorrentes para o mercado de televisão por satélite no país.

## Canais mais vistos
Ações anuais de visualização de 2016 (não incluindo canais de assinatura):
| Posição | Canal          | Grupo                                    | Quota de visualização total(%) em 2016 | Quota de visualização total(%) em 2015 | Comparação 2016/2015 |
| ------- | -------------- | ---------------------------------------- | -------------------------------------- | -------------------------------------- | -------------------- |
| 1       | TF1            | Groupe TF1                               | 20.4                                   | 21.4                                   | (1.0)                |
| 2       | France 2       | France Télévisions (propriedade estatal) | 13.4                                   | 14.3                                   | (0.9)                |
| 3       | M6             | M6 Group                                 | 10.2                                   | 9.9                                    | (0.3)                |
| 4       | France 3       | France Télévisions (propriedade estatal) | 9.1                                    | 9.2                                    | (0.1)                |
| 5       | C8             | Canal+ Group                             | 3.4                                    | 3.5                                    | (0.1)                |
| 6       | France 5       | France Télévisions (propriedade estatal) | 3.4                                    | 3.4                                    | (0.0)                |
| 7       | TMC            | Groupe TF1                               | 3.0                                    | 3.1                                    | (0.1)                |
| 8       | Canal +        | Canal+ Group                             | 1.7                                    | 2.6                                    | (0.9)                |
| 9       | W9             | M6 Group                                 | 2.4                                    | 2.6                                    | (0.2)                |
| 10      | BFM TV         | NextRadioTV                              | 2.3                                    | 2.2                                    | (0.1)                |
| 11      | Arte           | Arte (state-owned)                       | 2.3                                    | 2.2                                    | (0.1)                |
| 12      | NT1            | Groupe TF1                               | 1.9                                    | 2.0                                    | (0.1)                |
| 13      | NRJ 12         | NRJ Group                                | 1.6                                    | 1.8                                    | (0.2)                |
| 14      | France 4       | France Télévisions (propriedade estatal) | 1.9                                    | 1.7                                    | (0.2)                |
| 15      | Gulli          | Lagardère                                | 1.5                                    | 1.6                                    | (0.1)                |
| 16      | RMC Découverte | NextRadioTV                              | 1.8                                    | 1.3                                    | (0.5)                |
| 17      | CStar          | Canal+ Group                             | 1.2                                    | 1.2                                    | (0.0)                |
| 18      | HD1            | Groupe TF1                               | 1.8                                    | 1.2                                    | (0.6)                |
| 19      | 6ter           | M6 Group                                 | 1.4                                    | 1.1                                    | (0.3)                |
| 20      | i-Télé         | Canal+ Group                             | 0.8                                    | 1.0                                    | (0.2)                |
| 21      | Chérie 25      | NRJ Group                                | 1.1                                    | 0.7                                    | (0.4)                |
| 22      | France Ô       | France Télévisions (propriedade estatal) | 0.8                                    | 0.6                                    | (0.2)                |
| 23      | Numéro 23      | Diversité TV, NextRadioTV                | 0.8                                    | 0.7                                    | (0.1)                |
| 24      | L'Équipe       | Amaury Group                             | 0.9                                    | 0.6                                    | (0.3)                |